# اینواوئه ماساهارو
اینواوئه ماساهارو (به ژاپنی: 井上 正春 Inoue Masaharu); ۲۵ نوامبر ۱۸۰۵ – ۲۸ مارس ۱۸۴۷) سامورایی و روجو اهل ژاپن بود.